# CAPCOM FIGHTING Jam
『CAPCOM FIGHTING Jam』（カプコン ファイティング ジャム）は、カプコンが2004年10月8日に開発・発売したアーケード用対戦型格闘ゲーム。日本国外版の名称は、『Capcom Fighting Evolution』。システム基板は、PlayStation 2をベースとしたSYSTEM246が使われている。
後に家庭用ゲーム機移植として2004年12月2日にPS2版が、2005年6月16日にXbox版が発売。また、2012年12月19日からPS2アーカイブスとしてPlaystation@Storeでの配信が開始された。

## ゲームシステム
本作は『ストリートファイターII』シリーズ、『ヴァンパイア』シリーズ、『ストリートファイターIII』シリーズ、『ウォーザード』、『ストリートファイターZERO』シリーズの5つのゲームからそれぞれ4人のキャラクター（ボスキャラクターを除く）とオリジナルキャラクターのイングリッドが参加する。それぞれのキャラクターは、出身ゲームごとに特有のゲージシステムを持って闘う。イングリッドは上記5つとはまた違うゲージシステムを持っている。
ゲームルールには、ゲーム開始時に2人のキャラクターを選び、毎ラウンドが終了したときに、次のラウンドで使用するキャラクターを決めることができる「スイッチタッグシステム」を使用。実際の試合自体は1対1ではありながら、相手のキャラクターの相性に合わせて自分の使用キャラクターを決められるので、ラウンド終了の時点で駆け引きが発生する。

## 登場キャラクター
『ヴァンパイア』と『ストリートファイターZERO』（以下『ZERO』と表記）のシリーズに登場したキャラクターは、基本カラーが若干彩度が高いものに変えられている。
投げは「弱パンチ+弱キック」の『ストリートファイターIII 3rd STRIKE』（以下『3rd』と表記）と同じ仕様で、出身ゲームごとの特有システムではなく全キャラクター共通となっている。また投げで掴まれた瞬間に「弱パンチ+弱キック」で投げ抜けが可能になっているが、技後の硬直中に掴まれた場合は投げ抜けすることはできない。 個別のシステムについては、作品についての個別記事参照。

### 『ストリートファイターII』シリーズ
ゲージは『スーパーストリートファイターII X』（以下『スパII X』と表記）と同様で1本。システムもスーパーコンボと「時間差起き上がり」の2つ。基本攻撃力が高めで全てのジャンプ攻撃が空中ガード不可能という特徴がある。
リュウ（RYU）
声：森川智之
グラフィックは『CAPCOM VS. SNK』（以下『カプエス』と表記）シリーズの時のもの。『ストリートファイターIII』（以下『ストIII』と表記）シリーズからのスーパーアーツ「真・昇龍拳」が使用可能。
ガイル（GUILE）
声：石塚運昇
グラフィックは『ZERO3』のものと同じ。スーパーコンボが「ダブルサマーソルト」ではなく、「トータルワイプアウト」と「サマーソルトストライク」になっている。
ザンギエフ（ZANGIEF）
声：玄田哲章
グラフィックは『ZERO』シリーズなどで使われてきたものと同じだが、顔の部分のみ描き直されている。『スパII X』の時にはなかった「エリアルロシアンスラム」が使用可能。逆に『ストII』の時に使えた特殊技の「ヘッドバット」が、『ZERO』以降のように空中でなければ使用できなくなっている。
ベガ（VEGA）
声：若本規夫
グラフィックは『カプエス』シリーズの時のもの。使用技も、『スパII X』の時にはなかった「ベガワープ」「サイコバニッシュ」「メガ・サイコクラッシャー」が使用可能。

### 『ヴァンパイア』シリーズ
パイロンを含めて、ダークフォースは使用不可能になっている。ゲージは最大3本までと多く、溜まりやすい。「チェーンコンボ」「ガードキャンセル」「移動起き上がり」「ダウン追撃」「ダッシュ」「空中ガード」「ES必殺技」が可能で多機能な反面、他のシステムのキャラクターに比べて攻撃力が低く設定されている。
デミトリ（DEMITRI）
声：檜山修之
『ヴァンパイア』からの登場キャラクターの中で唯一グラフィックが変更されている。EX必殺技の一つ「ミッドナイトブリス」は今作では、相手を女性に変身させた直後に画面がブラックアウトし、相手が血を絞り取られて痩せ細るシーンは描かれない。なお、相手によっては女性化した姿の画像は複数用意されている。
フェリシア（FELICIA）
声：荒木香恵
「キャットクリンチ」と「ヘッドライド」が使用できなくなっている。
アナカリス（ANAKARIS）
声：徳丸完
必殺技の「言霊返し」と「咎めの穴」が使用できなくなっている。また「王家の裁き」を相手に当てると『ヴァンパイア』シリーズ以外のキャラクターも個別に用意されたグラフィックに変わる。
ジェダ（JEDAH）
声：千葉一伸
必殺技の「サングェ＝パッサーレ」が使用できなくなっている。

### 『ストリートファイターIII』シリーズ
ゲージは2本。スーパーアーツは選択制ではなく、用意されたものならどれでも使用できる。これは『ストIII』シリーズの基本仕様とは異なり、家庭用『3rd』のシステムディレクションで「全SA使用可能」をオンにした時と同様のもの。ゲージは全キャラクター2本までに統一されている。「各種ブロッキング」「大ジャンプ」「ダッシュ」「クイックスタンディング」「リープアタック」「EX必殺技」が使用可能。
アレックス（ALEX）
声：Patrick Gallagan
「スパイラルDDT」は使用できなくなった。また、中・大「フラッシュチョップ」の振り返りダメージからの「パワーボム」および「ハイパーボム」への連係が、「フラッシュチョップ」のキャンセルからでなければ繋がらなくなっている。
ユン（YUN）
声：伊藤健太郎
通常技は『ストリートファイターIII 2nd IMPACT』と同様だが、必殺技は『3rd』に準じている。本作では「幻影陣」は使用できない。
ユリアン（URIEN）
声：Lawrence Bayne
技が使用できなくなるなどの大幅な弱体化はない。全てのスーパーアーツが使用可能になったことで「タイラントパニッシュ」の後に「エイジスリフレクター」を当てるなどのコンボが可能になっている。
春麗（CHUN-LI）
声：田中敦子
『ストII』から登場したキャラクターであるが、本作では『ストIII』仕様になっている。カラーが若干明るめ。グラフィックは『ストIII』+αである。スーパーアーツの「天星乱華」が使用できなくなっている。

### 『ウォーザード』
原作ではオーブを消費してミスティックブレイクが使用可能になっていたが、本作では攻撃によってゲージを溜める他のゲームと同一の仕様。ゲージは最大3本まで溜めることが可能で、中パンチと中キックを同時押しすることでゲージを一本消費してレベルを1上昇させ、最大LV6までのレベルアップが可能（原作でのレベルアップはスコアに該当する経験値によってアップし、最大32）。レベルアップによってHPの若干の回復と攻撃力のアップ、一部のミスティックブレイクの使用が可能になる。レベルアップはその試合中ならばラウンドをまたいで有効。「アルティメットガード」「アルティメットカウンター」「ダッシュ」「移動起き上がり」「ダウン追撃」「空中ガード」「大ジャンプ」が可能。ミスティックブレイクを除く必殺技は、削除されたもの以外LV1から使用可能。
なお、ハウザーとヌールは原作ではCPU専用キャラクターだったが、プレイヤーキャラクターとしての使用可能になるのは本作で初である。
レオ（LEO）
声：郷里大輔
「武器の持ち替え」がなくなり、「マーズスラッシュ」とミスティックブレイク時に持っている剣のグラフィックが変化する。ミスティックブレイクの「ギガス・ドライバー」がLV2から使用可能になる。「クロノスラッシュ」と「アキレスラッシュ」の最後のきめの剣を横に振る一撃が、該当するパンチ・キックのボタンを2ボタン同時押しで発動するように変化している。
ムクロ（MUKURO）
声：岸野幸正
「閻魔突き」と「爆流昇」がミスティックブレイクとして扱われ、「焔旋風」が削除されている。「爆流昇」はLV2、「閻魔突き」はLV3から使用可能。「蜻蛉」後に、原作では特殊技扱いになっていた技が、派生技として可能になっている。
ハウザー（HAUZER）
本来、常時スーパーアーマー状態でガードとジャンプが不可能なキャラクターだった。本作ではガードとジャンプが可能になっているが、バーサーク化は削除。飛び道具「ヴォルカノブレス」は着弾時に火柱が立たなくなり、「テアメサカー」はダウン追撃攻撃となった。「ガストフレイム」がミスティックブレイクになっており、「テンペストキャッチ」は上昇攻撃のみの「テンペストフォール」となり、技そのものは新規追加のミスティックブレイク「デリュージュクライシス」のフィニッシュにのみ使用される。「ガストフレイム」はLV2から使用可能で、発動時の隙が大幅に短くなっている。
ヌール（NOOL）
声：細井治
相手の体力を吸い取る必殺技「ヴァイタルサッカー」が使用できなくなっている。「ライトニングマスト」と「ストラングルスパーク」はミスティックブレイク扱いで、後者はLV2から使用可能。

### 『ストリートファイターZERO』シリーズ
ゲージは『ZERO』シリーズからのものではなく、『CAPCOM VS. SNK 2 MILLIONAIRE FIGHTING 2001』（以下『カプエス2』と表記）のAグルーヴに準じたもので1本だが、スーパーコンボはゲージ50%消費でレベル1、100%消費でレベル2を使用可能になっている。オリジナルコンボの仕様はAグルーヴと同様で、ゲージを半分以上で発動可能。オリジナルコンボ中のスーパーコンボはゲージMAXからの発動でなければ使用不可能。「空中ガード」「受け身」「ゼロカウンター」が使用可能で、「ゼロカウンター」はゲージを半分消費する。
さくら（SAKURA）
声：笹本優子
『カプエス2』からの追加技である「桜華脚」が使用可能。空中投げがなくなっている。
ガイ（GUY）
声：岩永哲哉
『ZERO』シリーズのキャラクターの中で唯一立ちグラフィックが変更された。「武神剛雷脚」最後の決めの足技が「喉切」として「鎌鼬」からの追撃技として追加された。スーパーコンボの「武神無双連刈」が廃止されている。
ローズ（ROSE）
声：根谷美智子
スーパーコンボの「ソウルイリュージョン」が廃止されている。
かりん（KARIN）
声：山田美穂
『ZERO3』での「神月流 神扉開闢」の最後の一撃は、Z-ISMのLV1とLV3では「崩掌」、X-ISMおよびZ-ISMのLV2では「無尽脚」だったが、本作ではLV1・LV2ともに「崩掌」に統一されている。

### オリジナルキャラクター
イングリッド（INGRID）
声：城雅子
ノーコンティニューかつ、スーパーコンボなどのゲージを使用する技でのフィニッシュ2回以上という条件を満たすと、ステージ3の直後に乱入してくる。この際のステージBGMは専用のもので、久保麻衣子が唄う歌「陽炎」。この曲はサウンドトラックの初回限定版ディスクに収録されている。
ゲージはイングリッド独自のものになり、本数は『ZERO』シリーズのもの（あるいは『カプエス2』のCグルーヴ）と同様で3本まで。しかし、スーパーアーツは各レベルに対応しているものがそれぞれ用意されている。
正確に言えばイングリッドはこのゲームオリジナルのキャラクターではなく、元は開発中止となった3D対戦型格闘ゲーム『CAPCOM FIGHTING ALL STARS』のために作られたキャラクターであり、搭載システムにも同作の名残がある。

### ボスキャラクター
家庭用移植版のみ使用可能。
パイロン（PYRON）
声：檜山修之
『ヴァンパイア』シリーズより登場。本作の最終ボス。大宇宙を彷徨う宇宙人であり、空間を捻じ曲げて異世界を作る能力を持つ。永い寿命を持て余し、戦士たちを召喚して戦わせて退屈をしのいでいる。エンディングに数人の同族が出現するのは北米アニメ版設定からの逆輸入。
性能は基準となった『セイヴァー2』の時より上昇している。ゲージは『ヴァンパイア』のもので、システムもそれに準ずる。
神・豪鬼（SHIN GOUKI）
声：西村知道
『カプエス2』より登場。条件を満たすと、パイロン戦（ステージ6）後に隠しボスとして乱入してくる。ゲージは『ストII』の4キャラクターと同じだが、「ブロッキング」や「チェーンコンボ」など、他作品のシステムも統合されている。プレイヤーキャラクターとして使用する場合は、体力が著しく低くなる。

## ステージ
Myanmar（ミャンマー）
ミャンマーの山中。背後にヒマラヤ山脈と長い石段がある。座禅を組んで浮遊しているダルシム、仁王立ちしているサガット、練習に打ち込むアドンがいる。
Japan（ジャパン）
日本の下町の商店街。タバコ屋と路面電車の駅があり、看板には『ストリートファイターII MOVIE』のポスターが貼られている。エドモンド本田、マキ、いぶき、ダン、まことが観戦している。
New York（ニューヨーク）
ニューヨークのダウンタウン。壁には多くの落描きがあり、ソドムを模したものやバイソンが描かれている。ヒューゴー、キャミィ（シャドルー時代の服装）、ディージェイ、ケン、ナッシュ、T.ホーク、コーディー（『ZERO3』の囚人服）、ショーン、バーディー、Qがいる。
Under world（アンダーワールド）
薄気味悪い洋館のようなステージ。窓の外には髑髏が浮き上がる月が昇り、壁にはモリガンの肖像画が飾られている。壁にガロンとザベルが逆さまに貼り付いており、柱の影からバレッタが姿を覗かせる。
Ruins（ルーインズ）
荒れ果てた遺跡。朝日が昇り、遺跡群を照らしている。ヴァルドールとセクメトの石像が設置され、ギギとルアンの壁画が描かれている。
Jungle（ジャングル）
ジャングルのステージ。背後の木に寝袋に入って眠るオロがぶら下がっている。奥の滝つぼにはオルバスがひれだけ出して泳いでおり、時々水中からジャンプする。
Hong Kong（ホンコン）
香港の海沿いの公園で、背後には夜景が広がる。レイレイ、ヤン、ホイメイ、シャオメイ、フェイロンがいる。
Infinity Chamber（インフィニティ・チャンバー）
ラストステージ。特殊な空間で、天窓からは銀河のような宇宙空間が覗いている。
Infinity Chamber Remains（インフィニティ・チャンバー・リメインズ）
CPU戦での神 豪鬼の乱入ステージ。「Infinity Chamber」が崩壊したステージで、瓦礫が宙に舞い上がっていく。
Training Zone（トレーニング ゾーン）
コンシューマー移植版専用のトレーニング用のステージ。立方体を組み合わせたような、無機質な背景になっている。

## 開発
背景担当は1人のみなど、開発チームは少人数だった。スタッフは当初別々の家庭用タイトルに携わっていたが、2003年の春頃に手が空いたメンバーの中に2D格闘ゲームを作っていた人物が何名かいたため、格闘ゲームを制作することとなる。しかし、2Dで1から作ると膨大な時間と多くのスタッフが必要となるため、過去のキャラクターを活用する方法で新しい格闘ゲームが作れないかと企画が立てられた。『ストII』、『ZERO』、『ヴァンパイア』はすんなり決まったが、『ストIII』と『ウォーザード』はドットや基盤が異なり、キャラクターを動かすプログラム部分も根本的に違うためPlayStation 2に落とすのが難しかったという。本開発は同年10月から11月頃から始まった。エンディングの絵コンテはカプコンが用意し、イラストはウドン・コミックスに依頼したもの。BGM制作やムービー制作などは外注で対応している。
今作のストーリーはこれまでのタイトルのようにユーザーに色々想像して広げてもらいたいという意図があり、設定をあまり固定しておらず、わざとおぼろげにされている。

### スタッフ
- プランナー：Neo_G -H.Ishizawa-（石澤英敏）、MATSUKUNI@YUKI.COM、児玉真佑
- プログラマー：K、HARD.YAS -Finale=Rosso-（原田康則）、中井一仁、kobuta
- オブジェクトデザイナー：noy@（野山正）、CANOE-PELIKO（藤井紀秀）
- バックグラウンドデザイナー：大西弘樹、杉山洋
- エフェクトデザイナー：T
- BGMコンポーザー：伊瀬聡
- サウンドエフェクト：大野博
- サウンドドライバープログラム：近藤広明
- レコーディングエンジニア：瀧本和也
- ベースオブサウンドエフェクト：遠藤正之
- イラストレーター：森気楼
- タイトルデザイナー：SHOEI（岡野正衛）
- オープニングモーショングラフィック：VJ motordrive
- ソングプロデュース：朝倉紀行、桑原和男、Kentaro!、Atsushi Saitou、大槻啓之、天野清継、松原博、樋沢達彦、Motohiro Katou、古村敏比古、久保麻衣子、宮澤栄一
- エンディングアート：ウドン・エンターテインメント
- ディレクター：Neo_G -H.Ishizawa-（石澤英敏）
- プロデューサー：小野義徳、西本ひとみ、石澤英敏、伊津野賢二
- エグゼクティブプロデューサー：稲船敬二

## テーマソング
イングリッドのテーマソング。
「陽炎」
作詞 - 宮澤栄一 / 作曲 - 朝倉紀行 / 歌 - 久保麻衣子

## 関連商品
CAPCOM FIGHTING Jam
オリジナル サウンドトラック。2004年12月22日にソニー ミュージック ディストリビューションより発売された。
初回限定特典はイングリッドのテーマソング「陽炎」のフルコーラス・バージョンを収録した8cmCD。
enter brain mook ARCADIA EXTRA Vol.19 CAPCOM FIGHTING Jam ADVANCED GUIDE
2005年1月10日発売、ISBN 4-7577-2164-1、出版：エンターブレイン
カプコン ファイティング ジャム オフィシャル コンプリート ガイド
2005年5月27日発行、ISBN 4-906582-48-6、出版：カプコン
Master's Disk
2004年5月2日にPlayStation 2で発売された本作の特典ディスク。オリジナルタイトル紹介、システム攻略、基本・実戦コンボ集+応用・ネタコンボ集を収録。